# Flammaeremaeus gressitti
Flammaeremaeus gressitti är en kvalsterart som beskrevs av Balogh 1968. Flammaeremaeus gressitti ingår i släktet Flammaeremaeus och familjen Pheroliodidae. Inga underarter finns listade i Catalogue of Life.